# Collegio di North East Cambridgeshire
North East Cambridgeshire è un collegio elettorale situato nel Cambridgeshire, nell'Est dell'Inghilterra, e rappresentato alla Camera dei comuni del Parlamento del Regno Unito. Elegge un membro del parlamento con il sistema first-past-the-post, ossia maggioritario a turno unico; l'attuale parlamentare è Stephen Barclay del Partito Conservatore, che rappresenta il collegio dal 2010.

## Estensione

North East Cambridgeshire dal 2010 al 2024

- 1983-1997: il distretto di Fenland, i ward del distretto di East Cambridgeshire di Downham, Haddenham, Littleport, Stretham, Sutton e Witchford, e i ward della città di Peterborough di Eye, Newborough e Thorney.
- 1997-2010: il distretto di Fenland, i ward del distretto di East Cambridgeshire di Downham, Littleport e Sutton, e i ward della città di Peterborough di Eye, Newborough e Thorney.
- 2010-2024: il distretto di Fenland, i ward del distretto di East Cambridgeshire di Downham Villages, Littleport East, Littleport West e Sutton.
- dal 2024: il distretto di Fenland.[1]

## Membri del parlamento
| Elezione | Elezione        | Deputato      | Partito      |
| -------- | --------------- | ------------- | ------------ |
|          | 1983            | Clement Freud | Liberale     |
|          | 1987            | Malcolm Moss  | Conservatore |
| 2010     | Stephen Barclay |               | Conservatore |

## Elezioni

### Elezioni negli anni 2020
| Partito                    | Partito                                   | Candidato                  | Risultati 4 luglio 2024 | Risultati 4 luglio 2024 |
| Partito                    | Partito                                   | Candidato                  | Voti                    | %                       |
| -------------------------- | ----------------------------------------- | -------------------------- | ----------------------- | ----------------------- |
|                            | Conservatore                              | Steve Barclay              | 16 246                  | 41,47                   |
|                            | Reform UK                                 | Chris Thornhill            | 9 057                   | 23,12                   |
|                            | Laburista                                 | Javeria Hussain            | 8 008                   | 20,44                   |
|                            | Lib Dem                                   | David Chalmers             | 2 716                   | 6,93                    |
|                            | Verdi                                     | Andrew Crawford            | 2 001                   | 5,11                    |
|                            | Indipendente                              | David Patrick              | 958                     | 2,45                    |
|                            | Workers                                   | Clayton Payne              | 190                     | 0,48                    |
|                            |                                           |                            |                         |                         |
| Iscritti                   | Iscritti                                  | Iscritti                   | 71 511                  | 100,00                  |
| ↳ Votanti (% su iscritti)  | ↳ Votanti (% su iscritti)                 | ↳ Votanti (% su iscritti)  | 39 176                  | 54,78                   |
| ↳ Astenuti (% su iscritti) | ↳ Astenuti (% su iscritti)                | ↳ Astenuti (% su iscritti) | 32 335                  | 45,22                   |
|                            |                                           |                            |                         |                         |
|                            | Esito: collegio confermato a Conservatore |                            |                         |                         |

### Elezioni negli anni 2010
| Partito                    | Partito                                   | Candidato                  | Risultati 12 dicembre 2019 | Risultati 12 dicembre 2019 |
| Partito                    | Partito                                   | Candidato                  | Voti                       | %                          |
| -------------------------- | ----------------------------------------- | -------------------------- | -------------------------- | -------------------------- |
|                            | Conservatore                              | Stephen Barclay            | 38 423                     | 72,55                      |
|                            | Laburista                                 | Diane Boyd                 | 8 430                      | 15,92                      |
|                            | Lib Dem                                   | Rupert Moss-Eccardt        | 4 298                      | 8,11                       |
|                            | Verdi                                     | Ruth Johnson               | 1 813                      | 3,42                       |
|                            |                                           |                            |                            |                            |
| Iscritti                   | Iscritti                                  | Iscritti                   | 83 699                     | 100,00                     |
| ↳ Votanti (% su iscritti)  | ↳ Votanti (% su iscritti)                 | ↳ Votanti (% su iscritti)  | 52 964                     | 63,28                      |
| ↳ Astenuti (% su iscritti) | ↳ Astenuti (% su iscritti)                | ↳ Astenuti (% su iscritti) | 30 735                     | 36,72                      |
|                            |                                           |                            |                            |                            |
|                            | Esito: collegio confermato a Conservatore |                            |                            |                            |

| Partito                    | Partito                                   | Candidato                  | Risultati 8 giugno 2017 | Risultati 8 giugno 2017 |
| Partito                    | Partito                                   | Candidato                  | Voti                    | %                       |
| -------------------------- | ----------------------------------------- | -------------------------- | ----------------------- | ----------------------- |
|                            | Conservatore                              | Stephen Barclay            | 34 340                  | 64,45                   |
|                            | Laburista                                 | Ken Rustidge               | 13 070                  | 24,53                   |
|                            | Lib Dem                                   | Darren Fower               | 2 383                   | 4,47                    |
|                            | UKIP                                      | Robin Talbot               | 2 174                   | 4,08                    |
|                            | Verdi                                     | Ruth Johnson               | 1 024                   | 1,92                    |
|                            | Democratici                               | Stephen Goldspink          | 293                     | 0,55                    |
|                            |                                           |                            |                         |                         |
| Iscritti                   | Iscritti                                  | Iscritti                   | 84 443                  | 100,00                  |
| ↳ Votanti (% su iscritti)  | ↳ Votanti (% su iscritti)                 | ↳ Votanti (% su iscritti)  | 53 284                  | 63,10                   |
| ↳ Astenuti (% su iscritti) | ↳ Astenuti (% su iscritti)                | ↳ Astenuti (% su iscritti) | 31 159                  | 36,90                   |
|                            |                                           |                            |                         |                         |
|                            | Esito: collegio confermato a Conservatore |                            |                         |                         |

| Partito                    | Partito                                   | Candidato                  | Risultati 7 maggio 2015 | Risultati 7 maggio 2015 |
| Partito                    | Partito                                   | Candidato                  | Voti                    | %                       |
| -------------------------- | ----------------------------------------- | -------------------------- | ----------------------- | ----------------------- |
|                            | Conservatore                              | Stephen Barclay            | 28 524                  | 55,09                   |
|                            | UKIP                                      | Andrew Charalambous        | 11 650                  | 22,50                   |
|                            | Laburista                                 | Ken Rustidge               | 7 476                   | 14,44                   |
|                            | Lib Dem                                   | Lucy Nethsingha            | 2 314                   | 4,47                    |
|                            | Verdi                                     | Helen Scott-Daniels        | 1 816                   | 3,51                    |
|                            |                                           |                            |                         |                         |
| Iscritti                   | Iscritti                                  | Iscritti                   | 82 980                  | 100,00                  |
| ↳ Votanti (% su iscritti)  | ↳ Votanti (% su iscritti)                 | ↳ Votanti (% su iscritti)  | 51 780                  | 62,40                   |
| ↳ Astenuti (% su iscritti) | ↳ Astenuti (% su iscritti)                | ↳ Astenuti (% su iscritti) | 31 200                  | 37,60                   |
|                            |                                           |                            |                         |                         |
|                            | Esito: collegio confermato a Conservatore |                            |                         |                         |

| Partito                    | Partito                                   | Candidato                  | Risultati 6 maggio 2010 | Risultati 6 maggio 2010 |
| Partito                    | Partito                                   | Candidato                  | Voti                    | %                       |
| -------------------------- | ----------------------------------------- | -------------------------- | ----------------------- | ----------------------- |
|                            | Conservatore                              | Stephen Barclay            | 26 862                  | 51,40                   |
|                            | Lib Dem                                   | Lorna Spenceley            | 10 437                  | 19,97                   |
|                            | Laburista                                 | Peter Roberts              | 9 274                   | 17,74                   |
|                            | UKIP                                      | Robin Talbot               | 2 991                   | 5,72                    |
|                            | BNP                                       | Susan Clapp                | 1 747                   | 3,34                    |
|                            | Indipendente                              | Debra Jordan               | 566                     | 1,08                    |
|                            | Democratici                               | Graham Murphy              | 387                     | 0,74                    |
|                            |                                           |                            |                         |                         |
| Iscritti                   | Iscritti                                  | Iscritti                   | 73 198                  | 100,00                  |
| ↳ Votanti (% su iscritti)  | ↳ Votanti (% su iscritti)                 | ↳ Votanti (% su iscritti)  | 52 264                  | 71,40                   |
| ↳ Astenuti (% su iscritti) | ↳ Astenuti (% su iscritti)                | ↳ Astenuti (% su iscritti) | 20 934                  | 28,60                   |
|                            |                                           |                            |                         |                         |
|                            | Esito: collegio confermato a Conservatore |                            |                         |                         |

### Elezioni negli anni 2000
| Partito                    | Partito                                   | Candidato                  | Risultati 5 maggio 2005 | Risultati 5 maggio 2005 |
| Partito                    | Partito                                   | Candidato                  | Voti                    | %                       |
| -------------------------- | ----------------------------------------- | -------------------------- | ----------------------- | ----------------------- |
|                            | Conservatore                              | Malcolm Moss               | 24 181                  | 47,53                   |
|                            | Laburista                                 | ffinlo Costain             | 15 280                  | 30,03                   |
|                            | Lib Dem                                   | Alan Dean                  | 8 693                   | 17,09                   |
|                            | UKIP                                      | Len Baynes                 | 2 723                   | 5,35                    |
|                            |                                           |                            |                         |                         |
| Iscritti                   | Iscritti                                  | Iscritti                   | 85 078                  | 100,00                  |
| ↳ Votanti (% su iscritti)  | ↳ Votanti (% su iscritti)                 | ↳ Votanti (% su iscritti)  | 50 877                  | 59,80                   |
| ↳ Astenuti (% su iscritti) | ↳ Astenuti (% su iscritti)                | ↳ Astenuti (% su iscritti) | 34 201                  | 40,20                   |
|                            |                                           |                            |                         |                         |
|                            | Esito: collegio confermato a Conservatore |                            |                         |                         |

| Partito                    | Partito                                   | Candidato                  | Risultati 7 giugno 2001 | Risultati 7 giugno 2001 |
| Partito                    | Partito                                   | Candidato                  | Voti                    | %                       |
| -------------------------- | ----------------------------------------- | -------------------------- | ----------------------- | ----------------------- |
|                            | Conservatore                              | Malcolm Moss               | 23 132                  | 48,14                   |
|                            | Laburista                                 | Dil Owen                   | 16 759                  | 34,88                   |
|                            | Lib Dem                                   | Richard Renaut             | 6 733                   | 14,01                   |
|                            | UKIP                                      | John Stevens               | 1 189                   | 2,47                    |
|                            | ProLife Alliance                          | Tony Hoey                  | 238                     | 0,50                    |
|                            |                                           |                            |                         |                         |
| Iscritti                   | Iscritti                                  | Iscritti                   | 79 951                  | 100,00                  |
| ↳ Votanti (% su iscritti)  | ↳ Votanti (% su iscritti)                 | ↳ Votanti (% su iscritti)  | 48 051                  | 60,10                   |
| ↳ Astenuti (% su iscritti) | ↳ Astenuti (% su iscritti)                | ↳ Astenuti (% su iscritti) | 31 900                  | 39,90                   |
|                            |                                           |                            |                         |                         |
|                            | Esito: collegio confermato a Conservatore |                            |                         |                         |

## Risultati dei referendum

### Referendum sulla permanenza del Regno Unito nell'Unione europea del 2016
|             | Collegio                  | Lasciare UE % | Rimanere in UE % |
| ----------- | ------------------------- | ------------- | ---------------- |
|             | North East Cambridgeshire | 38,4%         | 61,6%            |
|             | Inghilterra               | 53,3%         | 46,7%            |
| Regno Unito | 51,9%                     | 48,1%         |                  |